# Podykipus affinis
Podykipus affinis är en mångfotingart som beskrevs av Karl Wilhelm Verhoeff 1924. Podykipus affinis ingår i släktet Podykipus och familjen Iulomorphidae. Inga underarter finns listade i Catalogue of Life.